# Manskär (Jomala, Åland)
Manskär är ett skär i Åland (Finland). Det ligger i Ålands hav eller Skärgårdshavet och i kommunen Jomala i landskapet Åland, i den sydvästra delen av landet. Ön ligger nära Mariehamn och omkring 280 kilometer väster om Helsingfors.
Öns area är 2 hektar och dess största längd är 260 meter i sydöst-nordvästlig riktning. Närmaste större samhälle är Mariehamn, 6,3 km öster om Manskär.